# Sítio Novo do Tocantins
Sítio Novo do Tocantins es un municipio brasileño del estado del Tocantins. 

## Geografía
Se localiza a una latitud 5°36′0″ S y a una longitud 47°38′29″ O, estando a una altitud de 200 metros. Su población estimada en 2004 era de 10 534 habitantes.
Posee un área de 274,531 km².